# Municipio de Mountain Home
El municipio de Mountain Home (en inglés: Mountain Home Township) es un municipio ubicado en el condado de Baxter en el estado estadounidense de Arkansas. En el año 2010 tenía una población de 19659 habitantes y una densidad poblacional de 145,16 personas por km².

## Geografía
El municipio de Mountain Home se encuentra ubicado en las coordenadas 36°20′8″N 92°22′12″O / 36.33556, -92.37000. Según la Oficina del Censo de los Estados Unidos, el municipio tiene una superficie total de 135.43 km², de la cual 135.2 km² corresponden a tierra firme y (0.17%) 0.23 km² es agua.

## Demografía
Según el censo de 2010, había 19659 personas residiendo en el municipio de Mountain Home. La densidad de población era de 145,16 hab./km². De los 19659 habitantes, el municipio de Mountain Home estaba compuesto por el 96.83% blancos, el 0.19% eran afroamericanos, el 0.57% eran amerindios, el 0.49% eran asiáticos, el 0.04% eran isleños del Pacífico, el 0.53% eran de otras razas y el 1.34% pertenecían a dos o más razas. Del total de la población el 1.85% eran hispanos o latinos de cualquier raza.